# Dolní Rokytnice
Dolní Rokytnice je část města Rokytnice nad Jizerou v okrese Semily. Nachází se na jihozápadě Rokytnice nad Jizerou.
Dolní Rokytnice je také název katastrálního území o rozloze 11,28 km². V katastrálním území Dolní Rokytnice leží i Hleďsebe, Hranice a Studenov.

## Historie
První písemná zmínka o vesnici pochází z roku 1709.

## Pamětihodnosti
- Venkovský dům čp. 184
- Venkovská usedlost čp. 205
- Kostel svatého Archanděla Michaela